# Plutarchia indefensa
Plutarchia indefensa is een vliesvleugelig insect uit de familie Eurytomidae. De wetenschappelijke naam is voor het eerst geldig gepubliceerd in 1860 door Walker.